# Balnearia
Balnearia är en ort i Argentina.   Den ligger i provinsen Córdoba, i den centrala delen av landet, 600 kilometer nordväst om huvudstaden Buenos Aires. Balnearia ligger 86 meter över havet och antalet invånare är 5 585.
Terrängen runt Balnearia är mycket platt. Runt Balnearia är det glesbefolkat, med 14 invånare per kvadratkilometer.. Balnearia är det största samhället i trakten.
Trakten runt Balnearia består till största delen av jordbruksmark.